# 문제영
문제영(1984년 7월 25일 ~ )는 대한민국의 탤런트이다.

## 학력
- 동덕여자대학교 방송연예학과 휴학

## 연기 활동

### 드라마
- 2015년 tvN 월화드라마 《호구의 사랑》 ... 양이사 역

### 영화
- 2002년 《딜루전》 ... 려군 역
- 2015년 《치외법권》 ... 희진 역

## 방송
- 2011년 : MBN 《개그공화국》

## 수상
- 2001년 해태엘로스타선발대회 KMTV상
- 2002년 미스빙그레 수상